# Sebastian Draguhn
Sebastian Draguhn (* 12. Januar 1984 in Neuss) ist ein deutscher Hockeyspieler und war Mitglied der deutschen Nationalmannschaft.
Im Finale der Hallenhockey-Weltmeisterschaft 2007 erzielte er den Treffer zum vorentscheidenden 3:1, sein siebtes Tor insgesamt bei diesen Titelkämpfen.